# 沒禮貌的傢伙們
《沒禮貌的傢伙們》（韓語：예의없는 것들），韓國2006年上映的電影。以輕快的的步調展開，由一位不會說話的殺手利用旁白進行自己的人生，描述自己的想法，輕快的開始，但卻沉重悲傷地結束整部電影。

## 劇情介绍
天生不會說話的孤兒殺手，當他小時候還住在孤兒院的時候曾經遇到一位女孩，那位女孩是唯一不會排斥他的人，女孩會和他說話，會阻止別人欺負他，女孩送了他一本詩集，並告訴他可以利用寫詩來彌補不會說話的自己。很快地女孩被領養走了，被領養的同時，女孩收到了殺手送他的一顆牙齒......。
長大後的殺手，在食堂工作負責切菜，偶然的機會下遇到了一位要介紹他去日本醫治舌頭的泌尿科醫生，但卻需要一億韓元的費用。為了籌措治療費，殺手找上了欣賞他刀工的殺手集團老板，開始了接單殺人的日子......。工作完後的殺手會去酒吧喝酒，卻在那裡遇上了一位放蕩的女人；被領養走的女孩並沒遇上好的家庭，沉淪悲慘的人生，卻意外地和殺手重逢了......。

## 演員陣容
- 申河均
- 尹智慧
- 姜山
- 朴吉秀
- 朴忠善
- 朴善宇
- 金秉玉
- 李漢偉
- 金應洙
- 趙賢哲

### 特別出演
- 金敏俊

## 原聲帶
- Tracks：

1. Intro Espana Cani
2. Angelita - Mamborama
3. 내가 왜 말없이 사느냐 하면
4. 규칙을 정하자
5. Bolero - Ravel
6. 빤! 빤!
7. 킬라의 어린시절
8. 나는 킬라가 되었다
9. 그녀와 꼬마의 놀이
10. 문밖으로 쫓겨난 그녀
11. 발레킬라의 눈물 (Bolero)
12. 개나리꽃
13. 입속의 검은 잎
14. 초원의 투우사
15. time to kill
16. 입속의 검은 잎 II - Narration
17. 노력과 운명
18. 킬라와 그녀 Love Theme
19. 안녕히 가세요 투우사님
20. 킬라와 그녀 Final Theme
21. Bella Ciao - Anita Lane